# 千牛备身
千牛备身，中国古代军官名。
北魏置千牛备身，手执千牛寶刀，作为皇帝的扈卫侍从。北齐时千牛备身属领左右府，六品。隋朝千牛备身属左、右领左右府，各十二人，正六品。东宫也设太子千牛备身，属左、右内率，八人，正七品。隋炀帝大业三年（607年）改左、右领左右府为左、右备身府，千牛备身改称千牛左右。唐太宗贞观年间，复设左、右领左右府，千牛备身的官名也恢复。唐高宗龙朔二年（662年），改千牛备身为左右奉裕（左右奉御），咸亨元年（670年）恢复千牛备身。垂拱二年（686年）再改为奉裕，神龙元年（705年）再恢复千牛备身。左、右各置十二人。都用高荫子弟年少貌美之人补任，花钿绣服，绿衣，执象笏，是世族起家为官的良选。宋朝初年为荫补出身之一，由兵部设籍掌管。